# Amphibolia albocincta
Amphibolia albocincta là một loài ruồi trong họ Tachinidae.